# سعد مولى عمرو الصيداوي
سَعد مَولى عَمرو بن خالِد الصَیداوي كان من صَحب الحسين بن علي واستُشهد في معركة كربلاء .

## السيرة
هو سعد مولى أبي خالد عمرو بن خالد الصيداوي. كان مولًى إلى عمرو الصيداوي [الإنجليزية]. اسم والد سعد غير معروف. وقد ذكرت بعض المصادر أن اسم والد سعد هو عبد الله.

## انضمامه مع الحسين بن علي
وكان سعد ومولاه عمرو ممن خرجوا من الكوفة بهداية الطرماح للانضمام إلى قافلة الحسين بن علي في عضيب الهجانة. وأراد الحر أن يأسرهم أو يعيدهم، ولكن الحسين منعه.

## في معركة كربلاء
وهاجم الأربعة الذين انضموا إلى الحسين في عضيب الهجانة جيش عمر بن سعد. فأحاط بهم جنود عمر بن سعد، وقطعوا صلتهم ببقية أصحاب الحسين. ثم هاجم العباس بن علي جيش عمر بن سعد فأنقذهم. ثم هاجموا مرة أخرى وقاتلوا حتى استشهدوا في مكان واحد. وقد دُفنوا في مقبرة شهداء كربلاء في الحرم الحسيني الشريف.